# كلوستريديوم مختزل للكروم
كلوستريديوم كروميريديوسينس هي بكتيريا موجبة غرام لاهوائيى مكونة للأبواغ تتبع جنس كلوستريديوم عزلت من تربة أراضي رطبة من متشيغان في الولايات المتحدة.